# ヤマハ・FZ6R
ヤマハ・FZ6R（ヤマハ・エフゼットシックスアール）とは、ヤマハ発動機が北米市場向けに製造している600ccクラスのオートバイである。
日本国内では主にプレストコーポレーションにより販売されている。